# Ван Ихэн
Ван Ихэн (кит. упр. 王艺衡, пиньинь Wang Yiheng; род. 16 декабря 2013 года) — китайский спидкубер. Обладатель текущих мировых рекордов в категориях 2×2 и 3×3.

## Биография
Ван Ихэн посетил своё первое официальное соревнование под эгидой Всемирной ассоциации спидкубинга (WCA) в возрасте 5 лет. Выиграл своё первое соревнование в январе 2021 года в возрасте 7 лет. В августе 2023 года, в возрасте девяти лет, он был в пределах 0,01 секунды от победы на чемпионате мира 2023 года, заняв второе место после американца Макса Парка и чуть опередив поляка Тимона Колашински.